# 石炭船
石炭船（せきたんせん）とは、主に石炭を運搬する用途で使用される輸送用の船舶の種類。

## 概要

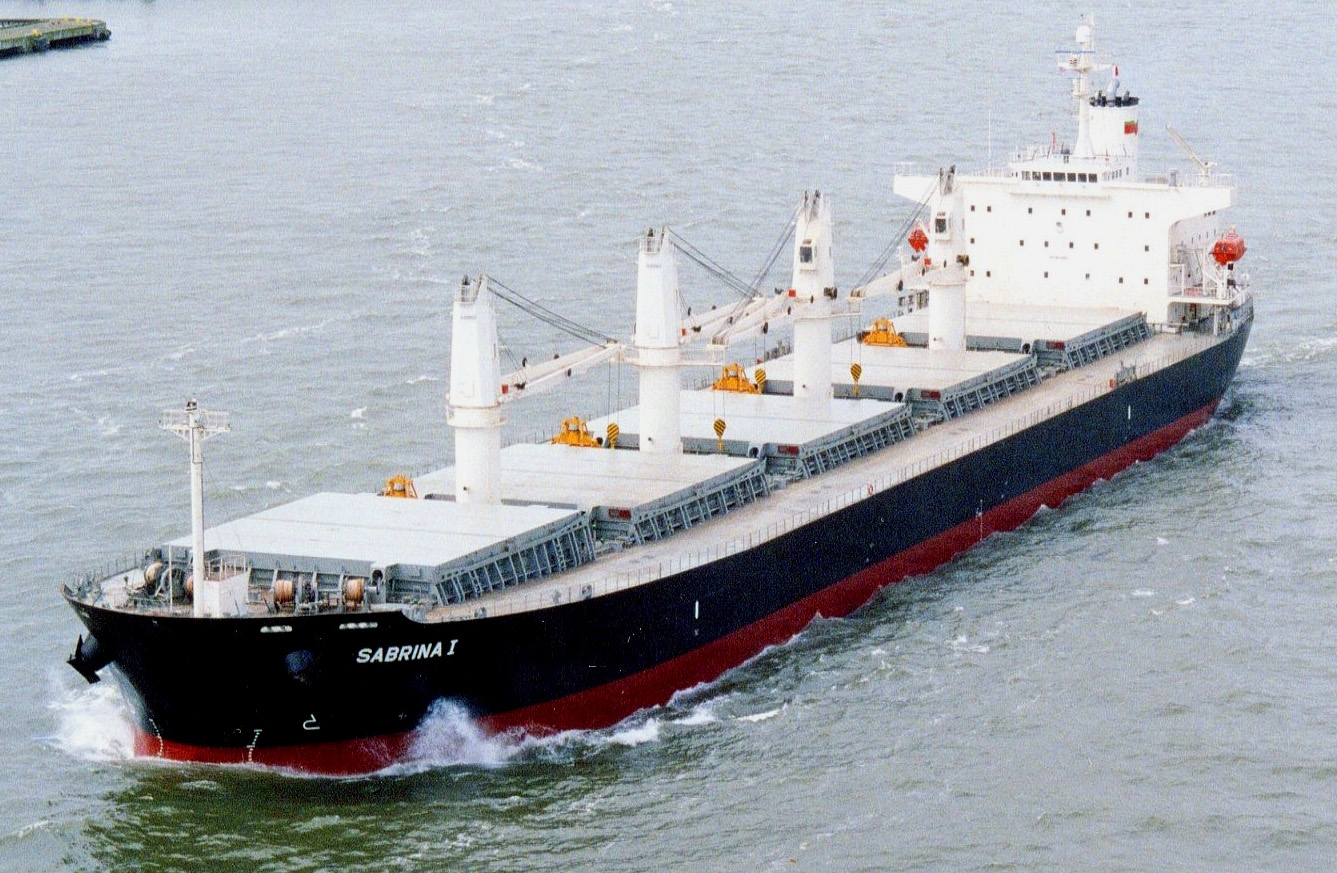
現代のHandyMaxサイズ（4万t級）バルクキャリア「サブリナ」

19世紀後半から20世紀前半の石炭を燃料とした時代に燃料炭運搬用・製鉄用石炭運搬用に世界的に運用された。
1945年以前は1-2万tSmall級が主体であったが、1960年代から石炭・鉱石・穀物といったばら積み貨物を扱うバルクキャリアとして発展し、4万t級ハンディマックス･6-7万t級パナマックス級も建造されるようになった。
日本においては、1950年代の主力エネルギーは国内産の石炭であったが、1960年代から産業・発電燃料は石油に切り替わって行き、タンカーは1万tから50万tまで巨大化していった。一方製鉄所が4万t-8万tのバルクキャリアを用いて製鉄原料炭や鉄鉱石の大量輸入を開始していた。1970年代には日本の臨海製鉄所の石炭輸入量は1億トンに達し、石炭や鉄鉱石を運ぶバルクキャリアも8万t-16万tに巨大化し、荷役能率向上のため荷役は大型港湾設備を用いるようになり6万t以上のサイズではクレーン付きは稀になった。
1979年第二次オイルショック時代に原油価格が一時期1バレル40ドルに値上がりしたために、世界各国で発電・産業用燃料はあるいは石炭に回帰し、あるいは天然ガスに切り替わった。日本では石油が1バレル2ドル台だった1960年代に国内石炭鉱山は次々に閉山しておりコストも高かったので、石油がバレル40ドルになっても国内炭には回帰せず豪州や米国、インドネシアなどの海外炭に切り替わっていったのである。
そのために火力発電所用・一般産業用も毎年数千万tが輸入されるようになっていった。
最近、新日鉄大分製鉄所向けに30万tを超える石炭/鉱石兼用船が就役しており、最近は原油タンカーやコンテナ船とほぼ変わりないサイズのものも就航している。

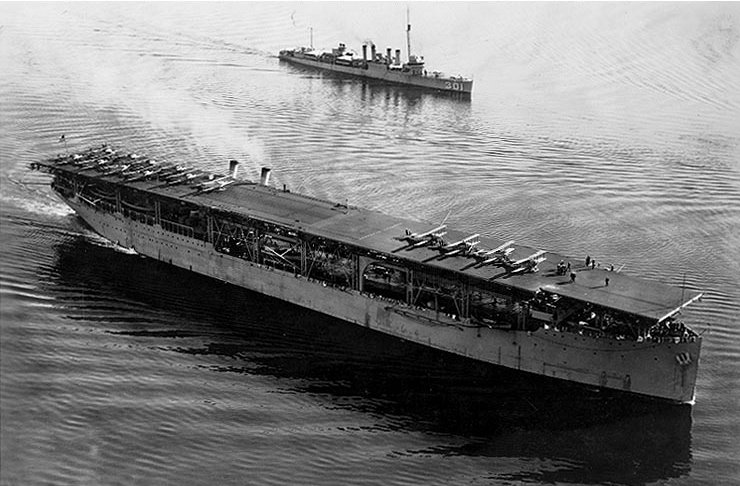
給炭艦ジュピター（USS Jupiter, AC-3）から改造された航空母艦USS ラングレー (CV-1)

19世紀後半の最初期はマストを備えた木造の帆船のものが多かったが、技術の進歩と共に次第に蒸気船そしてディーゼル船に取って変わられた。
排水量数百トンの小型のものから数十万トンに及ぶ巨船まで存在する。構造が単純なため改造が施しやすく、この理由で第二次世界大戦中には軍艦（護衛空母など）に改造され軍籍に移籍したものも多い。
炭坑から河川を利用し無動力で下流域へ運搬する用途のものも同じく石炭船の名称で呼ばれる。

## 給炭艦
軍用のものは補給艦・給炭艦に分類され、輸送能力と同時に洋上で他艦に石炭補給する能力を有していた。